# 曼图霍特普二世

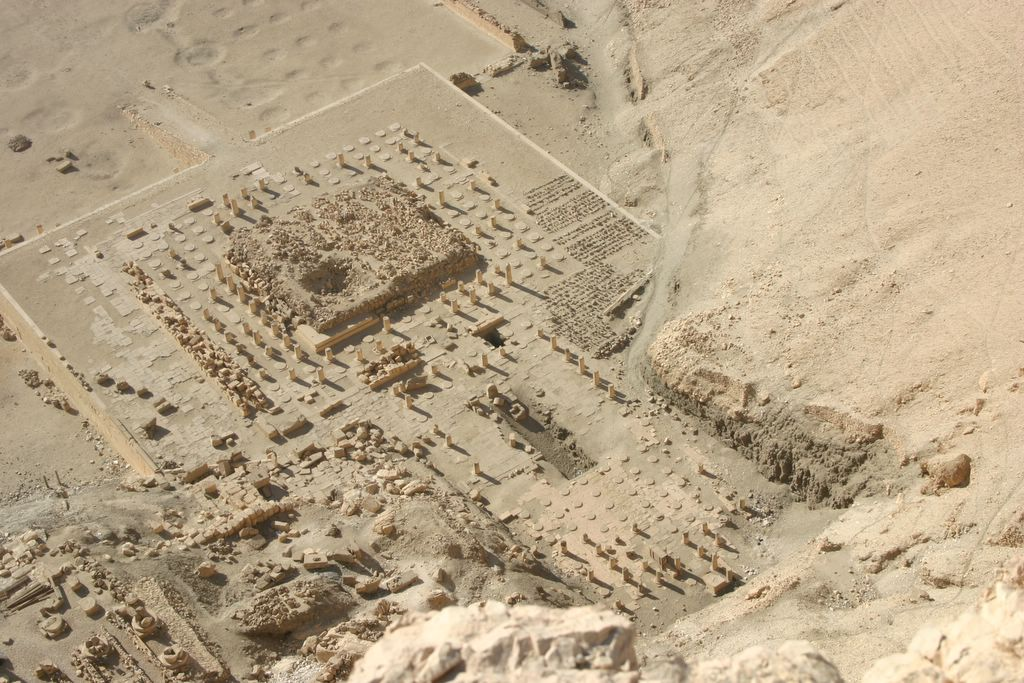
從戴爾巴哈里上空所見曼图霍特普二世的葬祭廟（mortuary temple）

曼图霍特普二世（Nebhotepre Mentuhotep II ，又譯门图荷太普二世或孟图霍特普二世；前2046年—前1995年）是埃及第十一王朝法老，他是前任法老因提夫三世與妃嬪伊雅哈所生的兒子。他自己的妻子是「国王的母亲」（king's mother）——泰姆（Tem）。其他的妻子有他的姊妹尼斐魯二世和另外五个女子（其中有幾位可能是努比亞人），都與他一起被埋葬在他的陵墓裡。他只有一個兒子，就是繼任的曼图霍特普三世。
曼图霍特普二世在位時曾多次改名，反映出當時可能曾經發生一些重大的政治事件。他登基時的名字為「尼布赫帕特拉」（Nebhepetre），是中王国时期（公元前2040—前1786年）的首位君主。在《都靈王表》裡記載他在位51年。 
曼图霍特普二世在位第14年，在埃及發生了一場起義。這場起義可能與南部第十王朝的赫拉克利奥坡里支持者相關，但現時我們所知道的甚少。不過，我們知道他是古埃及自第六王朝之後第一位重新統一古埃及的君主：他结束了第一中间期，只是我們不知道這件事發生在何時。南部的努比亞是在第一中間期時取得獨立地位，而曼图霍特普二世因是因為對統一南方的計劃發號司令而知名。除此以外，還有證據指曼图霍特普二世曾向巴勒斯坦用兵。他把國家重新組織，委派一位維齊爾掌管國家的行政。
曼图霍特普二世死後，被埋在一個大的墓室裡，這個墓室是他在生時指令在戴爾巴哈里興建的。在上埃及多個地方都有曼图霍特普二世所興建的神廟及小教堂。
曼图霍特普二世一直都被視為一位半神半人的領袖。這種觀點使古埃及統治者的地位從此永遠的轉變。

## 延伸閱讀及外部連結
- W. Grajetzki, The Middle Kingdom of Ancient Egypt: History,Archaeology and Society, Duckworth, London 2006 ISBN 978-0-7156-3435-6, 18-23
- Labib Habachi: King Nebhepetre Menthuhotep: his monuments, place in history, deification and unusual representations in form of gods. Annales du Service des Antiquités de l'Égypte 19 (1963), p. 16-52
- （英文）曼圖霍特普二世的葬祭廟 （页面存档备份，存于） 馬克·安德魯

| 前任： 伊里奧特弗三世 | 埃及第十一王朝法老 | 繼任： 曼图霍特普三世 |